# Martin Karlsson (ishockeyspelare född 1991)
Martin Karlsson, född 5 januari 1991 i Falun, är en svensk professionell ishockeyspelare (forward) som spelar för Leksands IF i SHL. Hans moderklubb är Smedjebacken HC.
Säsongen 2019/20 bar Karlsson nummer 100 på tröjan, ett avsteg från hans ordinarie nummer 11. Detta då klubbens representationskaptener bar nummer 100 för att fira klubbens 100-årsjubileum.
Karlsson avsade sig C:et till följd av privata skäl i samband med sonen Alves födelse men från comebacken senare på säsongen bar han ett A på tröjan medan Patrik Zackrisson tjänstgjorde som kapten.

## Meriter
- 2016 - SHL-avancemang med Leksands IF